# Koluszki (stacja kolejowa)
Koluszki – stacja kolejowa w Koluszkach (Koluszkach-Kolonii), w województwie łódzkim. Według klasyfikacji PKP ma kategorię dworca lokalnego.

## Charakterystyka
Stacja znajduje się w centrum miasta. Krzyżują się tu linie z Warszawy, Łodzi, Katowic i Tomaszowa Mazowieckiego. Stacja posiada 3 częściowo zadaszone perony, budynek z kasami biletowymi, przejście podziemne z windami dla niepełnosprawnych, które jest najdłuższym tunelem tego typu w PKP. Dworzec kolejowy między peronami wybudowano w 1968 roku. Znajdował się on na peronie drugim. W latach 2006–2007 stacja została wyremontowana. W 2025 roku oddano do użytku nowy dworzec, jego budowa kosztowała ponad 12 milionów złotych. Niedługo potem stary dworzec pomiędzy peronami wyburzono.

## Ruch pasażerski
| Rok  | Wymiana roczna | Wymiana pasażerska na dobę | Miejsce w Polsce |
| ---- | -------------- | -------------------------- | ---------------- |
| 2017 | 767 000        | 2100                       | bd.              |
| 2018 | 969 000        | 2600                       | bd.              |
| 2019 | 1 200 000      | 3300                       | 106.             |
| 2020 | 1 240 000      | 3400                       | 101.             |
| 2021 | 1 100 000      | 3000                       | 87.              |
| 2022 | 1 642 500      | 4500                       | 80.              |
| 2023 | 1 788 500      | 4900                       | 76.              |
| 2024 | 1 756 800      | 4800                       | 80.              |

## Historia
- 2 września 1846 – otwarto odcinek Rogów – Piotrków Trybunalski Kolei Warszawsko-Wiedeńskiej.
- 19 listopada 1865 – otwarto połączenie kolejowe Koluszek z Łodzią Fabryczną, tzw. Droga Żelazna Fabryczno-Łódzka.
- 1885 oddano do użytku kolejną linię – Drogę Żelazną Iwangorodzko-Dąbrowską do Skarżyska Kamiennej przez Słotwiny, Mikołajów i Tomaszów Mazowiecki. W tym samym czasie wybudowano obwodnicę Koluszek, poprowadzoną z Gałkówka do Mikołajowa.
- Na przełomie wieków oddano do użytku linię ze Słotwin do Będzelina.
- 1936 – ukończono linię z Żakowic Południowych do Słotwin.
- 1942 – wybudowano odcinek z Zieleni do Koluszek.
- 30 kwietnia 1954 – przekazano do eksploatacji zelektryfikowany odcinek „Wiedenki” między Skierniewicami a Koluszkami.
- we wrześniu 1954 roku pod trakcją znalazła się linia do Łodzi. Przy okazji modernizacji zmieniono układ torowy stacji Koluszki.
- W latach 60. XX wieku z Będzelina poprowadzono łącznicę umożliwiającą pociągom ze Śląska jazdę do Łodzi bez konieczności zmiany czoła w Koluszkach.
- 1968 – budowa nowego budynku dworca.
- 1970 – elektryfikacja odcinka Żakowice Południowe – Słotwiny.
- 1974 – elektryfikacja odcinka Koluszki – Mikołajów i dalej do Tomaszowa Mazowieckiego[14].
- 2006–2008 – modernizacja w ramach modernizacji projektu SPOT „Modernizacja linii kolejowej Warszawa-Łódź”. W ramach tej modernizacji na stacji Koluszki przebudowano perony, wybudowano przejście podziemne, zdemontowano przejście nadziemne – kładkę nad peronami, wymieniono torowisko, zbudowano Lokalne Centrum Sterowania. Dzięki temu zwiększyło się bezpieczeństwo zarówno w ruchu kolei, jak i na przejazdach kolejowo-drogowych oraz przepustowość stacji[15].
- 2023-2025 – budowa nowego dworca, uroczystość oddania do użytku – 24 stycznia 2025 roku w obecności ministra infrastruktury Dariusza Klimczaka[7]

## Dawny dworzec w kulturze
Istniejącemu do 2025 roku dawnemu dworcowi w Koluszkach poświęcony jest polski film fabularny „Bal na dworcu w Koluszkach” w reżyserii Filipa Bajona.